# Філіпештій-де-Педуре
Філіпештій-де-Педуре (рум. Filipeștii de Pădure) — село у повіті Прахова в Румунії. Входить до складу комуни Філіпештій-де-Педуре.
Село розташоване на відстані 68 км на північний захід від Бухареста, 23 км на захід від Плоєшті, 73 км на південь від Брашова.

## Населення
За даними перепису населення 2002 року у селі проживали 5089 осіб.
Національний склад населення села:
| Національність | Кількість осіб | Відсоток |
| -------------- | -------------- | -------- |
| румуни         | 5073           | 99,7%    |
| турки          | 8              | 0,2%     |
| цигани         | 7              | 0,1%     |

Рідною мовою назвали:
| Мова      | Кількість осіб | Відсоток |
| --------- | -------------- | -------- |
| румунська | 5079           | 99,8%    |
| турецька  | 8              | 0,2%     |